# هامبولت (کانزاس)
هامبولت (به انگلیسی: Humboldt) شهری در ایالت کانزاس کشور ایالات متحده آمریکا است که جمعیت آن در سرشماری سال ۲۰۱۰ میلادی، ۱٬۹۵۳ نفر بوده‌است.